# 里奧孔戈 (切皮加納區)
里奧孔戈（西班牙語：Río Congo），是巴拿馬的城鎮，位於該國東部，由達連省的切皮加納區負責管轄，面積474平方公里，海拔高度0米，2010年人口1,540，人口密度每平方公里3.2人。